# Юзефін (Воломінський повіт)
Юзефін (пол. Józefin) — село в Польщі, у гміні Посвентне Воломінського повіту Мазовецького воєводства.
Населення — 76 осіб (2011).
У 1975-1998 роках село належало до Седлецького воєводства.

## Демографія
Демографічна структура станом на 31 березня 2011 року:
|          | Загалом | Допрацездатний вік | Працездатний вік | Постпрацездатний вік |
| -------- | ------- | ------------------ | ---------------- | -------------------- |
| Чоловіки | 38      | 9                  | 27               | 2                    |
| Жінки    | 38      | 10                 | 19               | 9                    |
| Разом    | 76      | 19                 | 46               | 11                   |